# Daeya-dong, Gunpo
Daeya-dong (koreanska: 대야동) är en stadsdel i staden Gunpo i provinsen Gyeonggi i Sydkorea, 27 km söder om huvudstaden Seoul.